# Sel noir

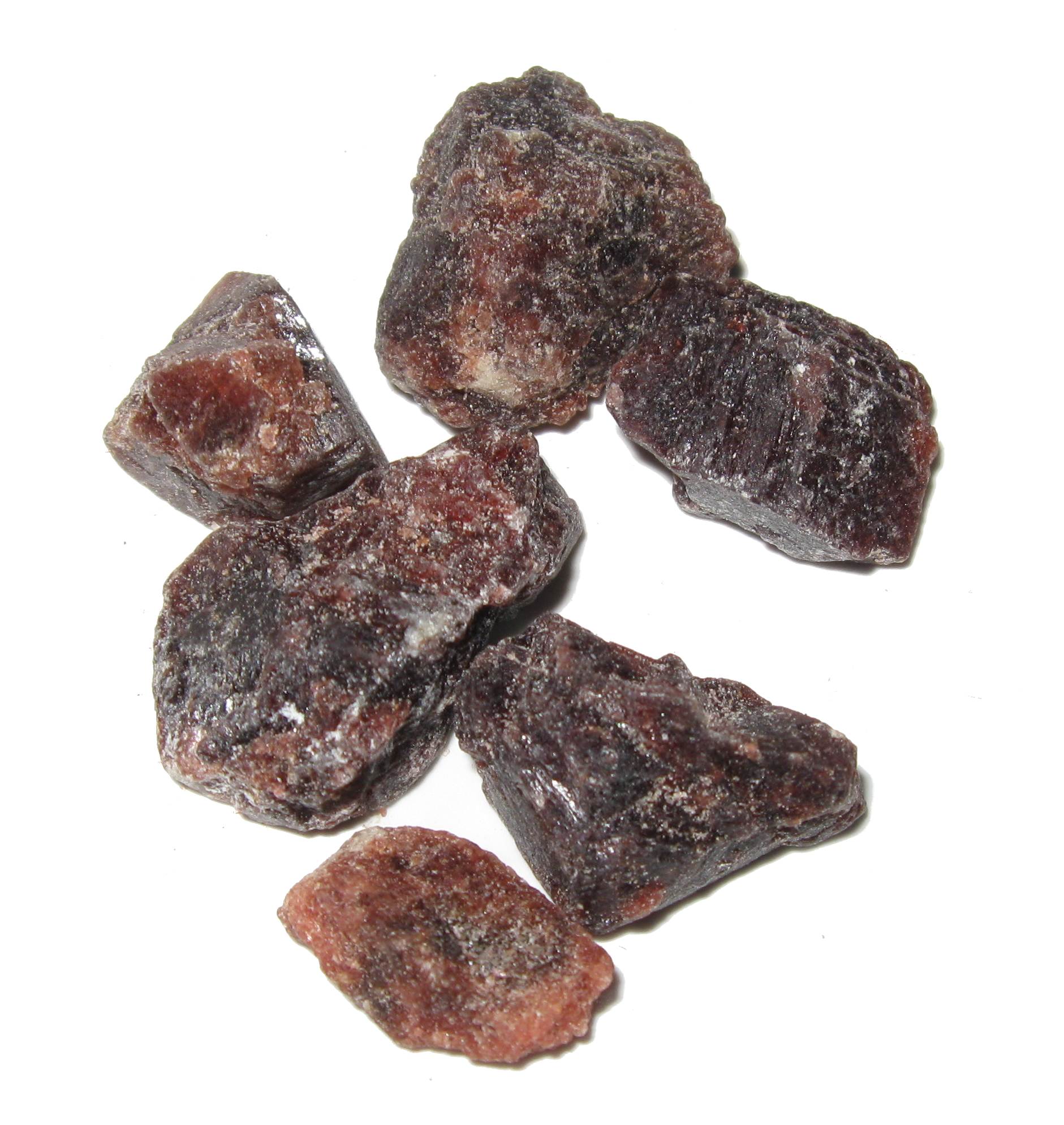
Cristaux entiers de sel noir.

Le sel noir (en hindi : काला नमक, kala namak), est un type de sel gemme utilisé couramment en Asie du Sud comme condiment salé à l'odeur forte. On l'appelle aussi sel noir de l'Himalaya, kala namak, sulemani namak, bit lobon, kala noon, pada loon ou encore bire noon (बिरे नुन) en népalais. On le trouve principalement dans l'Himalaya népalais.
Ce condiment est principalement composé de chlorure de sodium et d'autres composants donnant au sel sa couleur et son odeur particulière. L'odeur est essentiellement due à sa teneur en soufre. À cause de la présence de greigite (Fe3S4, sulfure de fer(II,III)), il prend la forme de cristaux transparents de couleur marron-rose à violet foncé lorsqu'il est entier.
Le sel noir est aussi utilisé pour ses apparentes qualités médicinales,.

## Composition
Le sel noir est constitué principalement de chlorure de sodium et de traces d'impuretés de sulfate de sodium,, d'hydrogénosulfate de sodium, de bisulfite de sodium, de sulfure de sodium, de sulfure de fer et de sulfure d'hydrogène.
Le chlorure de sodium donne au sel noir sa saveur salée, le sulfure de fer sa couleur violet foncé et tous les composés sulfurés son goût légèrement umami et son odeur très caractéristique, en particulier due au sulfure d'hydrogène. Le bisulfite de sodium et l'hydrogénosulfate de sodium lui apportent un goût légèrement acide. Bien que le sulfure d'hydrogène soit toxique à haute concentration, la quantité présente dans le sel noir utilisé dans l'alimentation est si faible que les impacts sur la santé sont négligeables. Le sulfure d'hydrogène est aussi un des composants de l'odeur d'œufs pourris et de lait bouilli.

## Production
Au départ, la matière première employée pour produire du sel noir est récoltée dans des mines de sel gemme au Bangladesh, en Inde, au Népal ou dans certaines régions himalayennes disposant d'étendues de sel au Pakistan,, ou dans des lacs salés du nord de l'Inde, comme au lac salé de Sambhar ou Didwana et dans le district de Mustang au Népal.
Traditionnellement, le produit brut atteint sa forme commercialisable grâce à un processus chimique de réduction qui transforme une partie du sulfate de sodium naturellement présent en sulfure d'hydrogène à l'odeur âcre et en sulfure de sodium. Cela nécessite de chauffer dans un fourneau pendant 24 heures des jarres en céramique remplies de sel, de charbon et d'un peu de graines d'harad, d'amla, de bahera, de gommier rouge ou de natron,. Le sel chauffé est alors refroidi, stocké et mis à vieillir avant d'être vendu. Le sel noir est préparé de cette manière dans le nord de l'Inde, la production se concentrant principalement dans le district d'Hisar dans l'état d'Haryana. Les cristaux de sel semblent noirs et sont habituellement moulus jusqu'à devenir une fine poudre rose.
Bien que le sel noir puisse être produit à partir de sels naturels, il est désormais courant de le produire synthétiquement. Pour cela, il faut combiner du chlorure de sodium ordinaire avec de petites quantités de sulfate de sodium, d'hydrogénosulfate de sodium et de sulfate de fer. Le tout subit alors une réaction de réduction avec du charbon dans un fourneau. Il est aussi fait mention d'un produit similaire créé à partir d'un traitement thermique réductif à partir de chlorure de sodium, de 5 à 10 % de carbonate de sodium, de sulfate de sodium et d'un peu de sucre.

## Utilisation

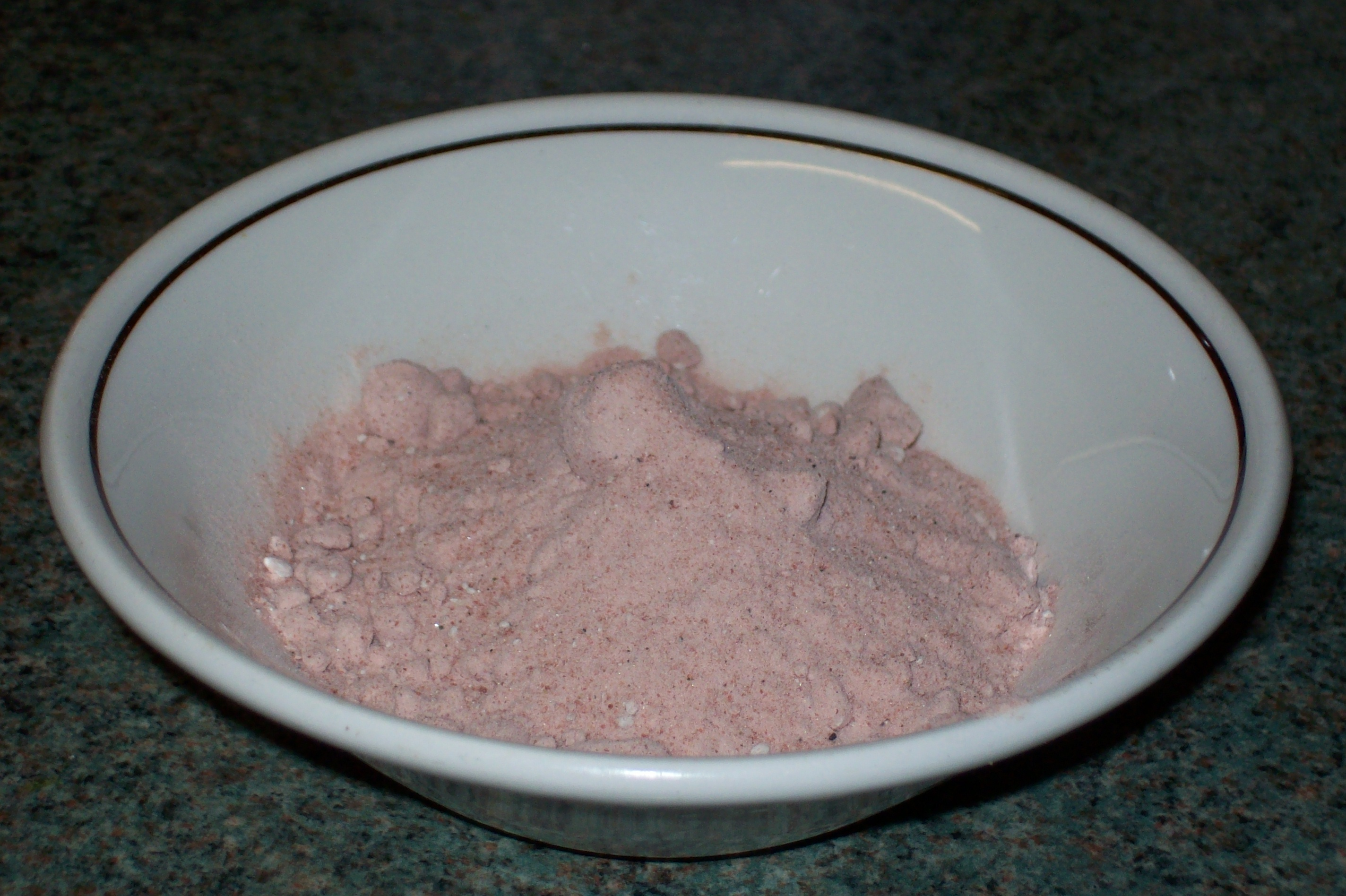
Sel noir en poudre.

Le sel noir est largement utilisé dans les cuisines d'Asie du Sud, celle du Bangladesh, du Népal, de l'Inde et du Pakistan. Il sert de condiment ou est ajouté aux chaat, aux chutneys, aux salades, à toutes sortes de fruits, aux raïta et à d'autres encas salés indiens. Le chaat masala, un mélange d'épices indiennes, tire du sel noir son arôme sulfureux caractéristique, évoquant les œufs durs trop cuits. Ceux qui ne sont pas habitués au sel noir décrivent souvent son odeur comme proche de celle d'œufs pourris ou de flatulences. Le sel noir est apprécié par certains végétaliens dans les plats qui imitent la saveur des œufs. Il est utilisé, par exemple, pour assaisonner le tofu censé remplacer les œufs dans une salade d'œufs.
Le sel noir est considéré comme étant une épice « qui refroidit » dans l'ayurveda et il est utilisé comme laxatif et comme aide à la digestion,,,. On croit aussi qu'il a des vertus pour soulager les flatulences et les brûlures d'estomac. Il est utilisé dans la ville de Jammu pour soigner les goitres. Mais également dans la création de dentifrices en le combinant avec d'autres minéraux et d'autres ingrédients végétaux.
À cause de sa teneur en soufre lui donnant une saveur proche de l'œuf lorsqu'il est bien utilisé, il est aussi employé pour créer des versions végan, sans œufs, de certaines recettes comme les œufs mimosa.